# Муайяд-ад-дин аль-Урди
Муаййад ад-Дин ал-Урди (ок. 1200 — ок. 1266) — известный сирийский учёный, один из крупнейших астрономов XIII века, автор нептолемеевых теорий движения планет.

## Биография
Родился ок. 1200 г. в Сирии. В районе 1239 г. он работал в Дамаске, где занимался инженерным делом, преподаванием геометрии и конструированием астрономических инструментов. Ему принадлежит разработка дамасской системы водоснабжения. В 1259 г. или чуть раньше ал-Урди прибыл в Марагу (по приглашению Насир ад-Дина ат-Туси), где принял участие в создании знаменитой Марагинской обсерватории, основанной по приказу хана Хулагу. В числе сотрудников обсерватории были также двое его сыновей. В Мараге ал-Урди работал вплоть до своей смерти (ок. 1266 г.)

## Астрономические инструменты

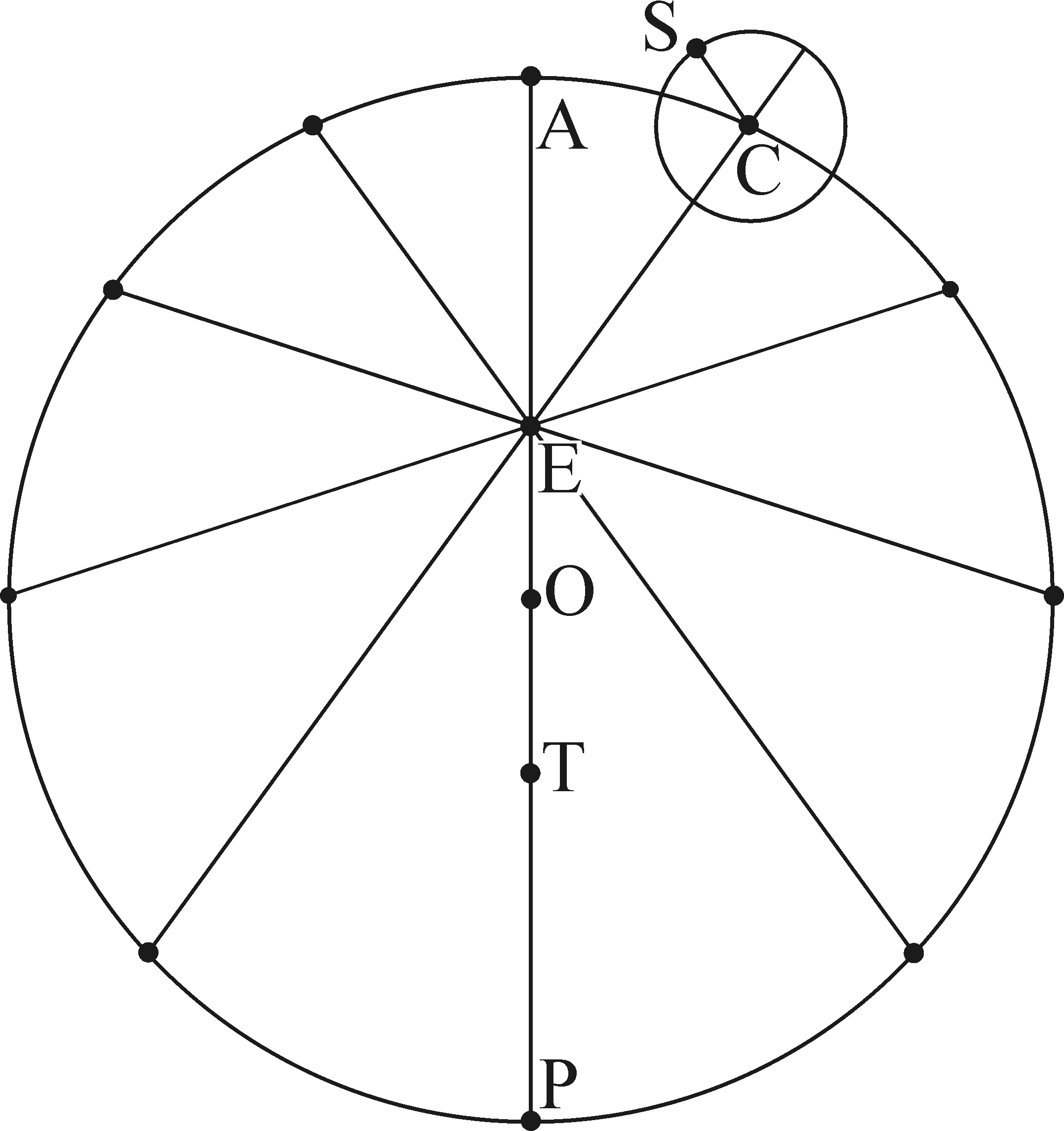
Теория бисекции эксцентриситета Клавдия Птолемея. Точки на окружности показывают положения планеты через равные промежутки времени. O — центр деферента, T — Земля, E — точка экванта, A — апогей деферента, P — перигей деферента, S — планета, C — средняя планета (центр эпицикла)

В Марагинской обсерватории в число обязанности ал-Урди входило конструирование астрономических инструментов. В дошедшем до нас сочинении Способы астрономических наблюдений ал-Урди упомянул следующие приборы обсерватории, в создании которых он принял участие:
- Стенной квадрант,
- Три специализированные армиллярные сферы: для измерения эклиптических координат светил, наклона эклиптики к экватору, определения моментов равноденствий;
- Прибор для измерения угловых диаметров Солнца и Луны;
- Алидада;
- Прибор для измерения азимутов

и другие, всего 11 штук.

## Теория движения планет
Однако главным достижением ал-Урди является построение новых теорий движения планет и Луны, над которыми, возможно, он начал работать ещё до приезда в Марагу.

### Трудности теории Птолемея
Основой астрономии средневековья была птолемеева версия теории эпициклов: теория бисекции эксцентриситета, согласно которой движение центра эпицикла выглядит равномерным при наблюдении не из центра деферента, но некоторой точки, которая и называется эквантом, или уравнивающей точкой. Однако начиная с XI века многие астрономы отмечали невозможность интерпретации этой теории в рамках концепции вложенных сфер — физического фундамента средневековой астрономии. Согласно этой концепции, движение по деференту представляется как вращение некоторой материальной сферы (в которую была встроена ещё одна, малая сфера, вращение которой представляло движение планеты по эпициклу). Действительно, твердая сфера не может вращаться таким образом, чтобы угловая скорость вращения была постоянной относительно точки, лежащей за пределами оси вращения. С целью преодоления этой трудности ряд астрономов Марагинской обсерватории (включая её основателя Насир ад-Дина ат-Туси) разработали ряд новых теорий движения планет, остававшиеся в рамках геоцентрической системы мира, но в которых вместо неравномерного движения по одной окружности (как это имело место у Птолемея) центр эпицикла планеты двигался по комбинации равномерных движений по нескольким окружностям. Тем самым математический аппарат геоцентрической системы мира приводился в соответствие физике того времени. Эта деятельность по реформированию теории движения планет иногда называется «Марагинской революцией».

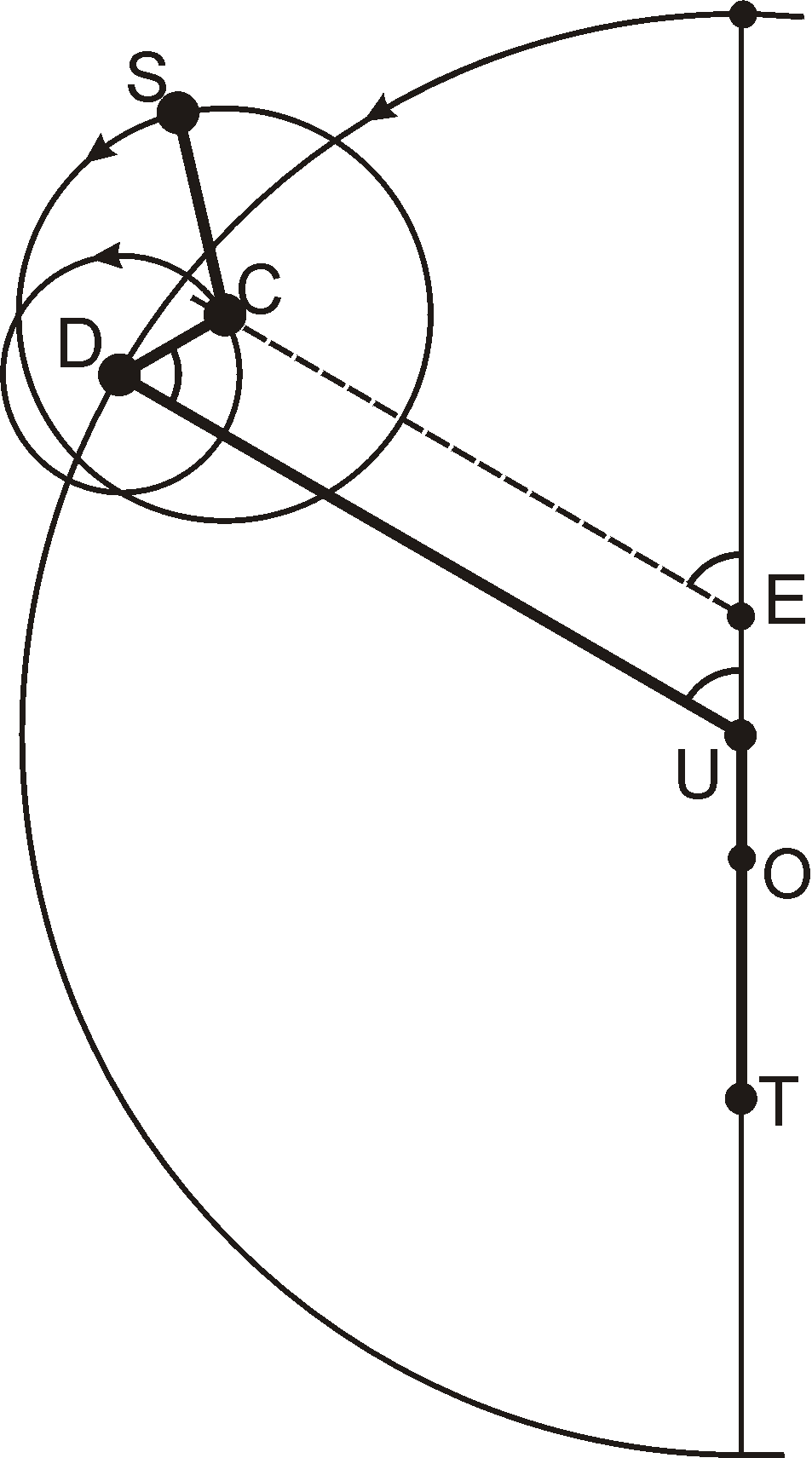
Движение планеты согласно теории ал-Урди. Положение планеты задается шарниром TUDCS

### Теория ал-Урди
Одной из наиболее удачных попыток создания такой теории была теория ал-Урди. Трактат ал-Урди Книга об астрономии (Китаб фи-л-хай’а) с изложением его теории был найден только в 1979 году. До этого его теория приписывалась Кутб ад-Дину аш-Ширази, ученику ат-Туси.
В теории ал-Урди центром деферента планеты является некоторая точка (обозначенная на рисунке буквой U), расположенная посередине между птолемеевым центром деферента O и эквантом E. По деференту равномерно движется точка D, являющаяся центром вспомогательного эпицикла, по которому равномерно движется точка C, являющаяся центром основного эпицикла планеты, то есть средней планетой. Сама планета S движется по второму, основному эпициклу. Скорости движения по деференту и малому эпициклу подобраны таким образом, чтобы четырёхугольник UECD оставался равнобедренной трапецией. Поскольку центр малого эпицикла D движется по деференту равномерно, угол между отрезком CE (соединяющим среднюю планету и эквант) и линией апсид ТО также изменяется равномерно, то есть движение средней планеты из точки экванта выглядит равномерным.
Малый эпицикл в теории ал-Урди отвечает за зодиакальное неравенство в движении планеты. Его роль заключается в том, что при обороте по деференту он изменяет скорость движения центра эпицикла. Когда малый эпицикл переносит среднюю планету внутрь деферента, линейные скорости движения по деференту и малому эпициклу вычитаются, когда средняя планета оказывается вне деферента — складываются. Этим достигается тот же эффект, что и в теории экванта: скорость движения средней планеты вблизи апогея деферента оказывается наименьшей, вблизи перигея — наибольшей. Траектория средней планеты C при этом слегка отличается от окружности, но это отличие настолько мало, что отличие положения планеты в теории ал-Урди от теории Птолемея заведомо не может быть обнаружено при наблюдениях невооруженным взглядом.
Сторонником этой теории был его современник Кутб ад-Дин аш-Ширази, также работавший в Мараге. На базе теории ал-Урди были построены планетные теории восточных астрономов более позднего времени: Мухаммада ибн аш-Шатира (Сирия, XIV в.), Мухаммада ал-Хафри (Иран, XVI в.) и других. Разработанная Николаем Коперником теория движения внешних планет в рамках гелиоцентрической системы мира идентична теории ал-Урди, с тем отличием, что движение происходит вокруг Солнца, а не Земли. Не исключено, что Коперник знал об этих моделях, хотя возможные пути их проникновения в ренессансную Европу пока неясны.
Ал-Урди разработал также новые теории движения Луны и Меркурия.